# فراج العربيد
فراج زبن العربيد الرشيدي (5 ديسمبر 1978 -)، نائب سابق في مجلس الأمة الكويتي.

## السيرة الذاتية
شارك فراج العربيد في انتخابات مجلس الأمة الكويتي 2016 للمرة الأولى في الدائرة الرابعة وحصل على المركز التاسع فيها برصيد 2,899 صوت وفاز بالانتخابات، من من مواليد الكويت عام 1978، يحمل مؤهل بكالوريوس إدارة أعمال من جامعة القاهرة.

## الطعن في الانتخابات
في 3 مايو 2017، أيدت المحكمة الدستورية قبول طعن المرشح فراج العربيد آنذاك ورفض باقي الطعون لتُعلنه كعضو شرعي في مجلس الأمة الذي حل تاسعًا في الدائرة الانتخابية الرابعة، بينما أسقطت المحكمة عضوية النائب الحالي مرزوق الخليفة.

## عضوياته
- عضو في البيت الكويت للصداقه مع شعوب العالم.
- عضو البيت الكويتي للأعمال الوطنية.
- عضو في اللجنة الكويتية الصينية.
- عضو لجنة الشؤون الخارجية مجلس الأمة الكويتي.[3]
- عضو لجنة الداخلية والدفاع مجلس الأمة الكويتي.

## أبرز مواقفه في مجلس الأمة
| استجواب الوزيرة هند الصبيح (يناير 2018)                  | ضد الاستجواب |
| استجواب الوزير بخيت الرشيدي (2018)                       | ضد الاستجواب |
| استجواب الوزيرة هند الصبيح (مايو 2018)                   | ضد الاستجواب |
| استجواب الوزير خالد الروضان (2019)                       | مع الاستجواب |
| استجواب الوزير محمد الجبري (2019)                        | ضد الاستجواب |
| استجواب الوزير نايف الحجرف (2019)                        | مع الاستجواب |
| استجواب الوزير براك الشيتان (2020)                       | ضد الاستجواب |
| استجواب الوزير أنس الصالح (أغسطس 2020)                   | ضد الاستجواب |
| استجواب الوزير سعود هلال الحربي (أغسطس 2020)             | مع الاستجواب |
| استجواب الوزير سعود هلال الحربي (سبتمبر 2020)            | مع الاستجواب |
| استجواب الوزير أنس الصالح (سبتمبر 2020)                  | ضد الاستجواب |
| تصويت فتح باب ما يستجد من أعمال (تعديل النظام الانتخابي) | غير موجود    |

## حياته الاجتماعية
فراج العربيد متزوج ولديه ستة أبناء: (زبن، فواز، محمد، عبد الله، بندر، سلمان)، ولديه أربع أشقاء:
- خالد.
- طلال.
- فواز.
- عربيد.